# Hyptiotes
Genre
Synonymes
- Mithras C. L. Koch, 1834 nec Hübner, 1819
- Uptiotes Walckenaer, 1837
- Cyllopodia Hentz, 1847
- Androgeus C. L. Koch & Berendt, 1854

Hyptiotes est un genre d'araignées aranéomorphes de la famille des Uloboridae.

## Distribution
Les espèces de ce genre se rencontrent en Eurasie, en Amérique du Nord, en Afrique du Nord et en Afrique du Sud.

## Liste des espèces
Selon World Spider Catalog (version 24.5, 17/08/2023) :
- Hyptiotes affinis Bösenberg & Strand, 1906
- Hyptiotes akermani Wiehle, 1964
- Hyptiotes analis Simon, 1892
- Hyptiotes cavatus (Hentz, 1847)
- Hyptiotes dentatus Wunderlich, 2008
- Hyptiotes fabaceus Dong, Zhu & Yoshida, 2005
- Hyptiotes flavidus (Blackwall, 1862)
- Hyptiotes gerhardti Wiehle, 1929
- Hyptiotes gertschi Chamberlin & Ivie, 1935
- Hyptiotes himalayensis Tikader, 1981
- Hyptiotes indicus Simon, 1905
- Hyptiotes nonggang Huang, Yin, Cai & Xu, 2023
- Hyptiotes paradoxus (C. L. Koch, 1834)
- Hyptiotes puebla Muma & Gertsch, 1964
- Hyptiotes solanus Dong, Zhu & Yoshida, 2005
- Hyptiotes tehama Muma & Gertsch, 1964
- Hyptiotes xinlongensis Liu, Wang & Peng, 1991

Selon World Spider Catalog (version 23.5, 2023) :
- † Hyptiotes convexus Wunderlich, 2004
- † Hyptiotes glaber Wunderlich, 2004
- † Hyptiotes saetosus Wunderlich, 2004
- † Hyptiotes stellatus Wunderlich, 2004
- † Hyptiotes triqueter (C. L. Koch & Berendt, 1854)

## Systématique et taxinomie
Ce genre a été décrit par Walckenaer en 1837.

## Publication originale
- Walckenaer, 1837 : Histoire naturelle des insectes. Aptères. Paris, vol. 1, p. 1-682.